# Coupe d'Algérie de football
Cet article concerne la compétition masculine. Pour l'équivalent féminin, voir Coupe d'Algérie féminine de football. Ne doit pas être confondu avec Coupe d'Algérie de football (FFF).
La Coupe d'Algérie de football (arabe : كأس الجزائر لكرة القدم), appelée lors de ses dernières éditions Coupe d'Algérie Mobilis par contrat de naming, est une compétition de football à élimination directe, organisée annuellement par la Fédération Algérienne de Football (FAF) et ouverte à tous les clubs qui lui sont affiliés.
Créée lors de la saison 1962-1963, il s'agit de la compétition de football la plus populaire du pays, car tous les clubs de football qu'ils soient amateurs ou professionnels y participent. À noter que 58 éditions sur 63 furent jouées ; les éditions 1990 et 1993 ont été annulées, la finale de l'édition 1989 eut lieu en juillet 1990, l'édition 2020 fut annulée pour cause de Covid-19, l'édition 2021 fut remplacer par la Coupe de la Ligue et l'édition 2022 fut annulée.
Les clubs les plus titrés dans cette compétition sont le CR Belouizdad et l'USM Alger avec neuf coupes. Le record de victoires consécutives dans la compétition n'est que de deux, plusieurs clubs l'ont réalisé comme le CR Belouizdad, le MC Oran, la JS Kabylie, l'USM Alger ou le MC Alger. Toutefois, l'ES Sétif a réalisé cet exploit à deux reprises.
L'actuel tenant du titre est l' USM Alger.

## Histoire
Avant l'indépendance du pays, il existait plusieurs compétitions de football fonctionnant sur le même système que la Coupe d'Algérie. Lorsque la France décida de développer le sport dans ses colonies, notamment le football, les autorités créèrent un certain nombre d'organismes pour la promotion de ce sport. Afin de le rendre plus attrayant, plusieurs compétitions de type coupe virent donc le jour.

### Période coloniale
Il existait déjà, vers la fin des années cinquante, une compétition similaire appelée « Coupe d'Algérie de football », qui se disputait uniquement entre clubs de colons.
Lorsque le football fait son apparition en Afrique du Nord, il n'est pas encore assez structuré pour l'organisation de grandes compétitions. Au début du XXe siècle, des petits challenges de football apparaissent en 1904 et 1905, ainsi que des critériums en 1911 et 1912. Ces petites compétitions désignèrent des champions non officiels car les organismes de tutelle apparurent bien plus tard en France (USFSA en 1913 et FFFA en 1919) où le chaos régnait car plusieurs fédérations de football coexistaient.
L'Afrique du Nord était alors découpée en cinq régions qui possédait chacune une ligue de football: Ligue du Maroc de Football Association ou LMFA pour le Maroc ; la Ligue d'Oran de Football Association ou LOFA pour le Département d'Oran ; la Ligue d'Alger de Football Association ou LAFA pour le Département d'Alger ; la Ligue de Constantine de Football Association ou LCFA pour le Département de Constantine ; la Ligue de Tunisie de Football Association ou LTFA pour la Tunisie.
Chacune de ces ligues organisaient des championnats de football (entre 1920 et 1959) de différents niveaux dont le plus haut était appelé Division Honneur (DH). Parallèlement, une compétition de football de plus grande envergure apparut au cours de l'année 1921, appelée Championnat d'Afrique du Nord de football. Cette compétition était régie par l'Union des ligues nord-africaines de football créée la même année et regroupait tous les champions de la division honneur des ligues nord-africaines de football. Le vainqueur était sacré « Champion d'Afrique du Nord », et se voyait remettre un objet d'art. Celui-ci conservait son trophée une saison et se voyait l'honneur de défendre son dû en étant automatiquement qualifié pour l' édition suivante, accompagné d'un autre club de sa ligue.

#### La Coupe d'Oranie (1920-1956)
Fondée en 1920, la Coupe d'Oranie, est la plus ancienne compétition de coupe régionale de football en Afrique du Nord française, organisée par la Ligue d'Oran de Football Association, elle concernait les clubs du département d'Oran en vue de désigner ses trois représentants à la Coupe d’Afrique du Nord. En 1956, elle est remplacée par la Coupe d'Algérie (époque coloniale).

#### La Coupe d'Afrique du Nord (1930-1956)
Durant l'année 1930, la Coupe d'Afrique du Nord de football apparait à son tour. Cette ancienne compétition de football était également régie par l'Union des ligues nord-africaines de football. Elle fonctionnait sur le même modèle que celui de la Coupe de France, et opposait de nombreux clubs des cinq ligues nord-africaines de football. Ces clubs se qualifiaient pour la compétition à la suite de tournois préliminaires où le vainqueur représentait sa région. À la fin de la Seconde Guerre mondiale, une nouvelle compétition régionale de type coupe apparait à Alger, il s'agit de la Coupe Forconi. Cette compétition qui eut lieu entre les années 1946 et 1957, désignait à la fois le vainqueur de ce trophée et le qualifiait en tant que représentant de la Ligue d'Alger pour la Coupe d'Afrique du Nord de football. Le vainqueur de cette « Coupe d'Afrique du Nord » se voyait lui aussi remettre un objet d'art. Celui-ci conservait son trophée une saison et se voyait l'honneur de défendre lui aussi son dû en étant automatiquement qualifié pour la prochaine édition accompagné d'un autre club de sa ligue.
Ce challenge, qui connut un immense succès populaire, disparaitra en 1956. La raison fut simple, de 1954 à 1956, les clubs nord-africains qui jusque-là étaient non autorisés, furent admis à disputer la Coupe de France de football. De plus, les indépendances du Maroc et de la Tunisie durant l'année 1956 rendirent inutile l'organisation de cette compétition dont la dimension géographique concernait l'Afrique du Nord française.

#### La Coupe Forconi de football (1946-1957)
La Coupe Forconi était une compétition organisée par la Ligue d'Alger de Football Association de modèle coupe, et de dimension régionale ou départementale. À cette époque Alger était un département français couvrant plus de 170 000 km2 comprenant les villes d'Alger, d'Aumale, de Blida, de Médéa, de Miliana, d'Orléansville et de Tizi Ouzou. Créée en 1946, à la fin de la Seconde Guerre mondiale, cette compétition eut lieu jusqu'en 1957. Ce fut la seule coupe de football de dimension départementale en Afrique du Nord à l'époque coloniale. La compétition fut nommée Coupe Forconi en mémoire d’Edmond Forconi, Vice-Président de la Ligue d'Alger à cette époque, après qu'il décéda des suites de ses blessures de guerre. Cette coupe départementale était très populaire également car elle concernait toutes les équipes affiliées à la Ligue d'Alger quels que soient leurs niveaux. De 1946 jusqu'en 1957, le vainqueur de cette compétition se voyait remettre un trophée qu'il conservait une saison et avait l'honneur de défendre également son due mais au stade des quarts de finale de la compétition de l'édition suivante. Si ce système fut conçu de cette manière c'est que la raison était évidente; le vainqueur était également qualifié à la Coupe d'Afrique du Nord, ce qui lui permettait donc de se consacrer pleinement à cette compétition sans se soucier des tours préliminaires pour la prochaine édition de la Coupe Forconi. La compétition disparaitra à la suite de la disparition de la Coupe d'Afrique du Nord conjuguée aux indépendances du Maroc et de la Tunisie durant l'année 1956.

#### La Coupe d'Algérie (1957-1962)
Deux événements majeurs bousculèrent le football colonial nord-africain qui contribuèrent indirectement à la création de cette Coupe d'Algérie d'époque coloniale. Tout d'abord, durant l'année 1956, la France reconnaît l'indépendance du [Maroc (sous domination française depuis le Traité de Fès le 30 mars 1912) et de la Tunisie (sous domination française depuis le Traité du Bardo le 12 mai 1881). Ce fait historique a eu un impact fort sur l'organisation des compétitions de football en Afrique du Nord. Les grandes compétitions telles que le Championnat d'Afrique du Nord de football ou la Coupe d'Afrique du Nord de football disparurent à la suite des retraits des clubs marocains et tunisiens. Seules les clubs algériens des ligues d'Alger, d'Oran et de Constantine continuèrent à jouer des compétitions organisés par des organismes français.
Et enfin, toujours la même année, un événement majeur va se produire en fin de saison sportive. Jusqu'en mai 1956, les compétitions en Algérie se déroulèrent le plus normalement du monde, malgré une atmosphère menaçante parce que le FLN avait déclenché deux ans auparavant, la Guerre de Libération national le 1er novembre 1954. Un événement important survint avant la finale de la Coupe d'Afrique du Nord de football où les deux clubs de Sidi-Bel-Abbès, le Sporting Club de Bel-Abbès (club colon) et l'Union sportive musulmane Bel-Abbès (club musulman) devaient s'affronter. L'USM Bel-Abbès formula des réserves à l'encontre du joueur nommé Gros capitaine du SC Bel-Abbès car il était sous le coup d'une suspension pour la finale. Le SC Bel-Abbès mit la pression sur la Ligue d'Oran qui décida à la surprise générale de qualifier pour la rencontre le capitaine du sporting. Devant cette incompréhension, les usmistes qui vécurent la décision comme une injustice déclarèrent forfait, déclenchant une vague de protestation tant dans l'Oranie que dans toute l'Afrique du Nord. Le FLN saisit alors cette opportunité et lança un appel solennel qui était de boycotter toutes les compétitions en signe de protestation. De ce fait toutes les associations musulmanes décidèrent de se saborder et restèrent inactifs jusqu'à l'Indépendance de l'Algérie.
Compte tenues de ces bouleversements à la fois historiques, politiques et sportifs, on réorganisa massivement le football et ses compétitions sur le Territoire algérien. L'idée était d'intégrer rapidement et directement les différents clubs algériens dans le système du football français. Pour cela on créea un échelon supérieur à la traditionnelle Division Honneur (DH), que l'on nomma CFA. Ainsi naquit le Championnat d'Algérie CFA organisé par la Fédération Française de Football Association et eut lieu entre les années 1957 et 1962. Parallèlement on créera également une Coupe d'Algérie de football, une année avant le Championnat d'Algérie CFA, et ce malgré l'autorisation des clubs algériens en Coupe de France. À partir de l'année 1956 seuls les clubs colons restèrent en lice pour cette compétition qui se déroula jusqu'en 1962, édition qui fut interrompue avant son terme au stade des tours préliminaires.

### À l'indépendance

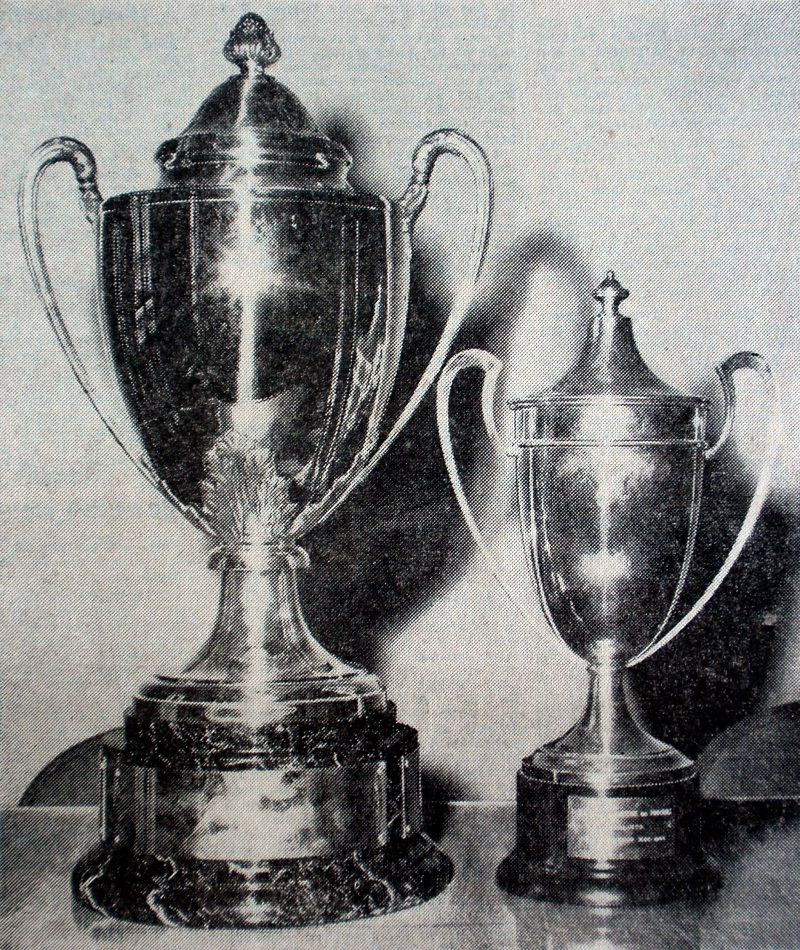
Trophées des éditions 1963 (à droite) et 1964 (à gauche).

Le 5 juillet 1962, l'Algérie obtint son indépendance après sept ans et demi de guerre. C'est la fin de tout un univers sportif avec l'arrêt des compétitions de football organisés par les colons. Les clubs colons s'arrêtèrent à leurs tours et les clubs musulmans réapparaitront. La page de l'histoire du football coloniale se tourne définitivement en Afrique du Nord comme en Algérie, une autre commence, celle du football algérien.

#### Création de la Coupe d'Algérie de football
À l'indépendance, de nombreux tournois de football ont lieu un peu partout dans le pays dans le but de fêter l'indépendance du pays. Dans les coulisses, on s'active comme on peut pour organiser ce qui devint le premier championnat de football du pays. Il ne s'agissait encore que d'un championnat régional appelé "Critérium d'honneur ". Tout le système footballistique en Algérie du être repensé. Cependant, on garda les principales ligues régionales, qui furent renommées en Région Ouest - lofa (ancienne Ligue d'Oran), Région Centre (ancienne Ligue d'Alger) et Région Est (ancienne Ligue de Constantine). Chacune de ces ligues organisèrent des éliminatoires dont les vainqueurs à l'issue de play-off se qualifier pour la phase finale afin de déterminer le premier champion d'Algérie à l'échelle nationale.
Parallèlement au championnat, la toute jeune Fédération algérienne de football présidé par le Docteur Mohand Amokrane Maouche, lance une autre compétition d'envergure nationale. Il s'agissait de permettre à tous les clubs affiliés de s'affronter dans une compétition de type coupe, à l'échelle nationale. C'est en se basant sur ses voisins et sur ce qui se faisait déjà partout ailleurs dans le monde, et notamment en Europe, que naquit la première Coupe d'Algérie de football. 1962-1963 .

#### Historique de la Coupe d'Algérie de football
- Domination de l'ES Sétif (4 titres) - [1962-1969].
- Rivalité MC Alger (3 titres) - CR Belouizdad (2 titres) - [1970-1979].
- Triplette: ES Sétif (2 titres) - USM Alger (2 titres) - MC Oran (2 titres) - [1980-1989].
- Les années d'alternances: JS Kabylie (2 titres) - USM Alger (2 titres) - [1990-1999].
- Rivalité USM Alger (3 titres) - MC Alger (2 titres) - [2000-2009].
- Le coude à coude CR Belouizdad (2 titres), ES Sétif (2 titres) et MC Alger (2 titres) - [2010-2019].

### Logos

Ancien logo
Logo actuel (depuis 2025)

## Palmarès

### Époque coloniale (1956-1962)
| Édition   | Date                                          | Vainqueur                                     | Score                                         | Finaliste                                     | Lieu                                          |
| --------- | --------------------------------------------- | --------------------------------------------- | --------------------------------------------- | --------------------------------------------- | --------------------------------------------- |
| 1956-1957 | 28 avril 1957 (Match aller)                   | AS Marine d'Oran                              | 2 - 2                                         | AGS Mascara                                   | Stade Vincent-Monréal, Oran                   |
| 1956-1957 | 12 mai 1957 (Match retour)                    | AS Marine d'Oran                              | 2 - 2                                         | AGS Mascara                                   | Stade Vincent-Monréal, Oran                   |
| 1956-1957 | 16 mai 1957 (Match d'appui)                   | AS Marine d'Oran                              | 3 - 1ap                                       | AGS Mascara                                   | Stade Vincent-Monréal, Oran                   |
| 1957-1958 | 25 mai 1958                                   | SC Bel-Abbès                                  | 4 - 0                                         | AS Saint-Eugène                               | Stade Henri Fouquès-Duparc, Oran              |
| 1958-1959 | 5 avril 1959                                  | SC Bel-Abbès                                  | 1 - 0                                         | SS La Marsa                                   | Stade Henri Fouquès-Duparc, Oran              |
| 1959-1960 | 8 mai 1960                                    | SC Bel-Abbès                                  | 3 - 0                                         | O Hussein-Dey                                 | Stade Municipal de Saint-Eugène, Alger        |
| 1960-1961 | 16 mai 1961                                   | Perrégaux GS                                  | 2 - 1                                         | GS Alger                                      | Stade Henri Fouquès-Duparc, Oran              |
| 1961-1962 | L'édition fut arrêtée aux tours préliminaires | L'édition fut arrêtée aux tours préliminaires | L'édition fut arrêtée aux tours préliminaires | L'édition fut arrêtée aux tours préliminaires | L'édition fut arrêtée aux tours préliminaires |

### Algérie indépendante (depuis 1962)
| N° | Édition                                                                         | Date              | Vainqueur          | Score            | Finaliste             | Lieu de la finale                  | Affluence |
| -- | ------------------------------------------------------------------------------- | ----------------- | ------------------ | ---------------- | --------------------- | ---------------------------------- | --------- |
| 1  | 1963                                                                            | 24 avril 1963     | ES Sétif           | 1 - 1            | ES Mostaganem         | Stade d'El Anasser, Alger          | 11 000    |
| 1  | 1963                                                                            | 12 mai 1963       | ES Sétif (1)       | 2 - 0            | ES Mostaganem         | Stade d'El Anasser, Alger          | 11 000    |
| 2  | 1964                                                                            | 17 mai 1964       | ES Sétif (2)       | 2 - 1            | MO Constantine        | Stade d'El Anasser, Alger          | 15 000    |
| 3  | 1965                                                                            | 9 mai 1965        | MC Saïda           | 2 - 1            | ES Mostaganem         | Stade d'El Anasser, Alger          | 18 000    |
| 4  | 1966                                                                            | 24 avril 1966     | CR Belcourt        | 3 - 1            | RC Kouba              | Stade d'El Anasser, Alger          | 20 000    |
| 5  | 1967                                                                            | 18 juin 1967      | ES Sétif (3)       | 1 - 0            | JSM Skikda            | Stade d'El Anasser, Alger          | 10 000    |
| 6  | 1968                                                                            | 19 mai 1968       | ES Sétif (4)       | 3 - 2            | NA Hussein Dey        | Stade d'El Anasser, Alger          | 14 000    |
| 7  | 1969                                                                            | 8 juin 1969       | CR Belcourt        | 1 - 1            | USM Alger             | Stade d'El Anasser, Alger          | 22 000    |
| 7  | 1969                                                                            | 12 juin 1969      | CR Belcourt (2)    | 5 - 3 ap         | USM Alger             | Stade d'El Anasser, Alger          | 22 000    |
| 8  | 1970                                                                            | 20 juin 1970      | CR Belcourt        | 1 - 1            | USM Alger             | Stade d'El Anasser, Alger          | 14 000    |
| 8  | 1970                                                                            | 28 juin 1970      | CR Belcourt (3)    | 4 - 1            | USM Alger             | Stade de Bologhine, Alger          | 16 000    |
| 9  | 1971                                                                            | 13 juin 1971      | MC Alger           | 2 - 0            | USM Alger             | Stade d'El Anasser, Alger          | 15 000    |
| 10 | 1972                                                                            | 25 juin 1972      | Hamra Annaba       | 2 - 0            | USM Alger             | Stade du 5-Juillet-1962, Alger     | 80 000    |
| 11 | 1973                                                                            | 25 juin 1973      | MC Alger (2)       | 4 - 2 ap         | USM Alger             | Stade du 5-Juillet-1962, Alger     | 80 000    |
| 12 | 1974                                                                            | 19 juin 1974      | USM Maison-Carrée  | 1 - 0            | WA Tlemcen            | Stade du 5-Juillet-1962, Alger     | 35 000    |
| 13 | 1975                                                                            | 19 juin 1975      | MC Oran            | 2 - 0            | MO Constantine        | Stade du 5-Juillet-1962, Alger     | 50 000    |
| 14 | 1976                                                                            | 19 juin 1976      | MC Alger (3)       | 2 - 0            | MO Constantine        | Stade du 5-Juillet-1962, Alger     | 70 000    |
| 15 | 1977                                                                            | 19 juin 1977      | JS Kabylie         | 2 - 1            | NA Hussein Dey        | Stade du 5-Juillet-1962, Alger     | 50 000    |
| 16 | 1978                                                                            | 1er mai 1978      | CM Belcourt (4)    | 0 - 0, 3 - 0 tab | USK Alger             | Stade du 5-Juillet-1962, Alger     | 80 000    |
| 17 | 1979                                                                            | 19 juin 1979      | MA Hussein Dey     | 2 - 1            | JS Kabylie            | Stade du 5-Juillet-1962, Alger     | 66 000    |
| 18 | 1980                                                                            | 19 juin 1980      | EP Sétif (5)       | 1 - 0            | USK Alger             | Stade du 5-Juillet-1962, Alger     | 70 000    |
| 19 | 1981                                                                            | 19 juin 1981      | USK Alger          | 2 - 1            | ASC Oran              | Stade du 24-Fév-56, Sidi Bel Abbès | 50 000    |
| 20 | 1982                                                                            | 19 juin 1982      | DNC Alger          | 2 - 1            | MA Hussein Dey        | Stade du 5-Juillet-1962, Alger     | 3 000     |
| 21 | 1983                                                                            | 20 mai 1983       | MP Alger (4)       | 4 - 3            | ASC Oran              | Stade du 5-Juillet-1962, Alger     | 43 000    |
| 22 | 1984                                                                            | 25 mai 1984       | MP Oran (2)        | 2 - 1ap          | JH Djazaïr            | Stade du 1er-Novembre-1954, Batna  | 30 000    |
| 23 | 1985                                                                            | 21 juin 1985      | MP Oran (3)        | 2 - 0            | CRE Constantine       | Stade du 5-Juillet-1962, Alger     | 35 000    |
| 24 | 1986                                                                            | 2 mai 1986        | JS Kabylie (2)     | 1 - 0            | WKF Collo             | Stade du 5-Juillet-1962, Alger     | 65 000    |
| 25 | 1987                                                                            | 26 juin 1987      | USM El Harrach (2) | 1 - 0            | JS Bordj Menaïel      | Stade du 5-Juillet-1962, Alger     | 35 000    |
| 26 | 1988                                                                            | 23 juin 1988      | USK Alger (2)      | 0 - 0, 5 - 4 tab | CM Belcourt           | Stade du 5-Juillet-1962, Alger     | 36 204    |
| 27 | 1989                                                                            | 5 juillet 1990    | ES Sétif (6)       | 1 - 0            | MSP Batna             | Stade du 5-Juillet-1962, Alger     | 9 410     |
|    | Édition annulée en 1990                                                         |                   |                    |                  |                       |                                    |           |
| 28 | 1991                                                                            | 2 mai 1991        | USM Bel Abbès      | 2 - 0            | JS Kabylie            | Stade du 5-Juillet-1962, Alger     | 50 000    |
| 29 | 1992                                                                            | 25 juin 1992      | JS Kabylie (3)     | 1 - 0            | ASO Chlef             | Stade Ahmed-Zabana, Oran           | 35 000    |
|    | Édition annulée en 1993                                                         |                   |                    |                  |                       |                                    |           |
| 30 | 1994                                                                            | 23 juin 1994      | JS Kabylie (4)     | 1 - 0            | AS Aïn M'lila         | Stade du 5-Juillet-1962, Alger     | 40 000    |
| 31 | 1995                                                                            | 5 juillet 1995    | CR Belouizdad (5)  | 2 - 1            | O Médéa               | Stade du 5-Juillet-1962, Alger     | 40 000    |
| 32 | 1996                                                                            | 5 juillet 1996    | MC Oran (4)        | 1 - 0ap          | USM Blida             | Stade du 5-Juillet-1962, Alger     | 65 000    |
| 33 | 1997                                                                            | 5 juillet 1997    | USM Alger (3)      | 1 - 0            | CA Batna              | Stade du 5-Juillet-1962, Alger     | 35 000    |
| 34 | 1998                                                                            | 5 juillet 1998    | WA Tlemcen         | 1 - 0            | MC Oran               | Stade du 5-Juillet-1962, Alger     | 5 000     |
| 35 | 1999                                                                            | 1er juillet 1999  | USM Alger (4)      | 2 - 0            | JS Kabylie            | Stade du 5-Juillet-1962, Alger     | 70 000    |
| 36 | 2000                                                                            | 1er novembre 2000 | CR Béni Thour      | 2 - 1            | WA Tlemcen            | Stade du 5-Juillet-1962, Alger     | 25 000    |
| 37 | 2001                                                                            | 5 juillet 2001    | USM Alger (5)      | 1 - 0            | CRB Mecheria          | Stade du 5-Juillet-1962, Alger     | 50 000    |
| 38 | 2002                                                                            | 5 juillet 2002    | WA Tlemcen (2)     | 1 - 0            | MC Oran               | Stade du 19-Mai-1956, Annaba       | 5 000     |
| 39 | 2003                                                                            | 12 juin 2003      | USM Alger (6)      | 2 - 1ap          | CR Belouizdad         | Stade Mustapha-Tchaker, Blida      | 25 000    |
| 40 | 2004                                                                            | 25 juin 2004      | USM Alger (7)      | 0 - 0, 5 - 4 tab | JS Kabylie            | Stade du 5-Juillet-1962, Alger     | 60 000    |
| 41 | 2005                                                                            | 21 juin 2005      | ASO Chlef          | 1 - 0ap          | USM Sétif             | Stade du 5-Juillet-1962, Alger     | 60 000    |
| 42 | 2006                                                                            | 15 juin 2006      | MC Alger (5)       | 2 - 1            | USM Alger             | Stade du 5-Juillet-1962, Alger     | 70 000    |
| 43 | 2007                                                                            | 28 juin 2007      | MC Alger (6)       | 1 - 0            | USM Alger             | Stade du 5-Juillet-1962, Alger     | 70 000    |
| 44 | 2008                                                                            | 16 juin 2008      | JSM Béjaïa         | 1 - 1, 3 - 1 tab | WA Tlemcen            | Stade Mustapha-Tchaker, Blida      | 25 000    |
| 45 | 2009                                                                            | 21 mai 2009       | CR Belouizdad (6)  | 0 - 0, 2 - 1 tab | CA Bordj Bou Arreridj | Stade Mustapha-Tchaker, Blida      | 30 000    |
| 46 | 2010                                                                            | 1er mai 2010      | ES Sétif (7)       | 3 - 0            | CA Batna              | Stade du 5-Juillet-1962, Alger     | 50 000    |
| 47 | 2011                                                                            | 1er mai 2011      | JS Kabylie (5)     | 1 - 0            | USM El Harrach        | Stade du 5-Juillet-1962, Alger     | 45 000    |
| 48 | 2012                                                                            | 1er mai 2012      | ES Sétif (8)       | 2 - 1ap          | CR Belouizdad         | Stade du 5-Juillet-1962, Alger     | 55 000    |
| 49 | 2013                                                                            | 1er mai 2013      | USM Alger (8)      | 1 - 0            | MC Alger              | Stade du 5-Juillet-1962, Alger     | 76 000    |
| 50 | 2014                                                                            | 1er mai 2014      | MC Alger (7)       | 1 - 1, 5 - 4 tab | JS Kabylie            | Stade Mustapha-Tchaker, Blida      | 35 000    |
| 51 | 2015                                                                            | 2 mai 2015        | MO Béjaïa          | 1 - 0            | RC Arbaâ              | Stade Mustapha-Tchaker, Blida      | 30 000    |
| 52 | 2016                                                                            | 1er mai 2016      | MC Alger (8)       | 1 - 0            | NA Hussein Dey        | Stade du 5-Juillet-1962, Alger     | 75 000    |
| 53 | 2017                                                                            | 5 juillet 2017    | CR Belouizdad (7)  | 1 - 0ap          | ES Sétif              | Stade du 5-Juillet-1962, Alger     | 73 000    |
| 54 | 2018                                                                            | 1er mai 2018      | USM Bel Abbès (2)  | 2 - 1            | JS Kabylie            | Stade du 5-Juillet-1962, Alger     | 72 000    |
| 55 | 2019                                                                            | 8 juin 2019       | CR Belouizdad (8)  | 2 - 0            | JSM Béjaïa            | Stade Mustapha-Tchaker, Blida      | 28 000    |
|    | Édition 2019-2020 interrompue en quart-de-finales (Covid-19)                    |                   |                    |                  |                       |                                    |           |
|    | Édition 2020-2021 annulée et remplacée par la Coupe de la Ligue 2021 (Covid-19) |                   |                    |                  |                       |                                    |           |
|    | Édition 2021-2022 annulée                                                       |                   |                    |                  |                       |                                    |           |
| 56 | 2023                                                                            | 22 juin 2023      | ASO Chlef (2)      | 2 - 1ap          | CR Belouizdad         | Stade Miloud-Hadefi, Oran          | 25 000    |
| 57 | 2024                                                                            | 5 juillet 2024    | CR Belouizdad (9)  | 1 - 0            | MC Alger              | Stade du 5-Juillet-1962, Alger     | 75 000    |
| 58 | 2025                                                                            | 5 juillet 2025    | USM Alger (9)      | 2 - 0            | CR Belouizdad         | Stade Nelson-Mandela               | 40 000    |

### Palmarès par club
| Rang | Clubs                | Titres (éditions)                                        | Finales perdues (éditions)                               | Finales disputées |
| ---- | -------------------- | -------------------------------------------------------- | -------------------------------------------------------- | ----------------- |
| 1    | USM Alger            | 9 (1981, 1988, 1997, 1999, 2001, 2003, 2004, 2013, 2025) | 9 (1969, 1970, 1971, 1972, 1973, 1978, 1980, 2006, 2007) | 18                |
| 2    | CR Belouizdad        | 9 (1966, 1969, 1970, 1978, 1995, 2009, 2017, 2019, 2024) | 5 (1988, 2003, 2012, 2023, 2025)                         | 14                |
| 3    | MC Alger             | 8 (1971, 1973, 1976, 1983, 2006, 2007, 2014, 2016)       | 2 (2013, 2024)                                           | 10                |
| 4    | ES Sétif             | 8 (1963, 1964, 1967, 1968, 1980, 1989, 2010, 2012)       | 1 (2017)                                                 | 9                 |
| 5    | JS Kabylie           | 5 (1977, 1986, 1992, 1994, 2011)                         | 6 (1979, 1991, 1999, 2004, 2014, 2018)                   | 11                |
| 6    | MC Oran              | 4 (1975, 1984, 1985, 1996)                               | 2 (1998, 2002)                                           | 6                 |
| 7    | WA Tlemcen           | 2 (1998, 2002)                                           | 3 (1974, 2000, 2008)                                     | 5                 |
| 8    | USM El Harrach       | 2 (1974, 1987)                                           | 1 (2011)                                                 | 3                 |
| 8    | ASO Chlef            | 2 (2005, 2023)                                           | 1 (1992)                                                 | 3                 |
| 10   | USM Bel Abbès        | 2 (1991, 2018)                                           | 0                                                        | 2                 |
| 11   | NA Hussein Dey       | 1 (1979)                                                 | 4 (1968, 1977, 1982, 2016)                               | 5                 |
| 12   | OC Alger (DNC Alger) | 1 (1982)                                                 | 1 (1984)                                                 | 2                 |
| 12   | JSM Béjaïa           | 1 (2008)                                                 | 1 (2019)                                                 | 2                 |
| 14   | MC Saïda             | 1 (1965)                                                 | 0                                                        | 1                 |
| 14   | Hamra Annaba         | 1 (1972)                                                 | 0                                                        | 1                 |
| 14   | CR Béni Thour        | 1 (2000)                                                 | 0                                                        | 1                 |
| 14   | MO Béjaïa            | 1 (2015)                                                 | 0                                                        | 1                 |

### Par ville
| Ville          | Titres | Clubs                                                                                                 |
| -------------- | ------ | --- |
| Alger          | 30     | CR Belouizdad (9), MC Alger (8), USM Alger (9), USM El Harrach (2), NA Hussein Dey (1), DNC Alger (1) |
| Sétif          | 8      | ES Sétif (8)                                                                                          |
| Tizi Ouzou     | 5      | JS Kabylie (5)                                                                                        |
| Oran           | 4      | MC Oran (4)                                                                                           |
| Béjaïa         | 2      | JSM Béjaïa (1), MO Béjaïa (1)                                                                         |
| Sidi Bel Abbès | 2      | USM Bel Abbès (2)                                                                                     |
| Tlemcen        | 2      | WA Tlemcen (2)                                                                                        |
| Chlef          | 2      | ASO Chlef (2)                                                                                         |
| Annaba         | 1      | Hamra Annaba (1)                                                                                      |
| Ouargla        | 1      | CR Béni Thour (1)                                                                                     |
| Saïda          | 1      | MC Saïda (1)                                                                                          |

## Statistiques

### Statistiques de compétition
- Année de lancement de la compétition : 1962.
- Nombre d'éditions jouées : 58, entre 1963 et 2025.
- Nombre d'éditions manquantes ou non jouées : 3, en 1990, 1993 et 2020. Par ailleurs l'édition 1989 s'est jouée en deux ans ; les 32e, 16e et 8e de la compétition se sont déroulées en 1989, quant aux 1/4, 1/2 et finale ce fut en 1990.
- Première édition : Coupe d'Algérie de football édition 1962-1963.
- Premier vainqueur de la compétition : l'ES Sétif, vainqueur 2-0 à l'issue du match rejoué (1-1 au premier match) face à l'ÉS Mostaganem, lors de l'édition 1963.
- Plus grand nombre de victoires pour un club en finale : 9, CR Belouizdad , USM Alger.
- Plus grand nombre de victoires consécutives pour un club : 2, ES Sétif (1967, 1968) ; CR Belouizdad (1969, 1970) ; MC Oran (1984, 1985) ; JS Kabylie (1992, 1994) (édition 1993 non jouée) ; USM Alger (2003, 2004) et MC Alger (2006, 2007).
- Plus grand nombre de participations pour un club à une finale : 18, USM Alger.
- Plus grand nombre de défaites pour un club en finale : 9, USM Alger.
- Plus grand nombre de défaites consécutives en finale pour un club : 5, USM Alger (de 1969 à 1973).
- Plus grand nombre de finales consécutives pour un club : 5, USM Alger (de 1969 à 1973).
- Plus grand nombre de participations pour un club à une demi-finale : 23, USMA.
- plus grand nombre de matchs nuls lors d'une édition pour un club : 17 ES Guelma (édition 1987).
- Nombre de clubs de D2 ayant disputé une finale : 11, USM Alger (en 1969, 1973 et 1981) ; JSM Skikda (en 1967); USM Annaba (en 1972); USM El Harrach (en 1974); DNC Alger (en 1984) ; CRE Constantine (en 1985); MSP Batna (en 1989); ASO Chlef (en 1992); OM Médéa (en 1995); CR Béni Thour (en 2000) et CRB Mecheria (en 2001).
- Nombre de clubs de D2 ayant remporté la Coupe d'Algérie : 3, l'USM El Harrach (D2) (bat WA Tlemcen (D1) 1-0 en 1974) ; l'USM Alger (D2) (bat ASM Oran (D1) 2-1 en 1981); et le CR Béni Thour (D2) (bat le WA Tlemcen (D1) 2-1 en 2000).
- Plus « petit club » avoir atteint une finale : le CRE Constantine (D3) (défaite en finale face au MC Oran 2-0 en 1985) et l'USM Sétif (défaite en finale face à l'ASO Chlef 1-0 a.p en 2005).
- Nombre de finales rejouées pour cause de match nul : 3, lors des éditions 1963, 1969 et 1970.
- Nombre de finales qui s'achevèrent lors de la séance de tirs au but : 6, lors des éditions 1978, 1988, 2004, 2008, 2009 et 2014.
- Nombre de finales qui s'achevèrent lors de la prolongation : 3 : 
 - En 1996 : MCO - USMB : 1 - 0 (a.p) . 
 - En 2003 : USMA - CRB : 2 - 1 (a.p) . 
 - En 2005 : ASO - USMS : 1 - 0 (a.p) .
- Plus grand nombre de buts marqués lors d'une finale : 10 : 
 - Finale 1969 : CRB - USMA : finale (1-1) + finale rejouée (5-3).
- Plus petit nombre de buts marqués lors d'une finale : 0 : 
 - En 2004 : USMA - JSK. 
 - En 2009 : CRB - CABBA.
- Vainqueurs relégués en D2 la même saison : 1 : 
 - Le DNCA (lors de l'édition 1982).
- Nombre d'équipes ayant réaliser le doublée Coupe - Championnat: 5 : 
 - Le CRB (3 fois lors des éditions 1966, 1969 et 1970). 
 - La JSK (2 fois lors des éditions 1977 et 1986). 
 - L'ESS (2 fois lors de l'édition 1968 et 2012). 
 - Le MCA (1 fois lors de l'édition 1976). 
 - L'USMA (1 fois lors de l'édition 2003).
- Nombre d'équipes ayant réaliser le triplé Coupe - Championnat - Coupe d'Afrique: 1: 
 - Le MCA lors de l'édition 1976.
- Plus grand nombre de victoires pour un joueur : 6 : 
 - Mahieddine Meftah : 2 avec la JSK (en 1992 et 1994), 4 avec l'USMA (en 1999, 2001, 2003 et 2004). 
 - Tarek Hadj Adlane : 2 avec la JSK (en 1992 et 1994), 4 avec l'USMA (en 1988, 1997, 1999 et 2001).
- Plus grand nombre de victoires pour un entraineur : 5 : 
 - Abdelkader Amrani : 1 avec le WAT (en 1998), 1 avec l'ASO (en 2005), 1 avec le MOB (en 2015), 1 avec le CRB (en 2019) et 1 avec l'ASO (en 2023).

### Doublé avec la Coupe d'Algérie
| Nb | Équipes       | Années             |
| -- | ------------- | ------------------ |
| 3  | CR Belouizdad | 1966, 1969 et 1970 |
| 2  | JS Kabylie    | 1977 et 1986       |
| 2  | ES Sétif      | 1968 et 2012       |
| 1  | MC Alger      | 1976               |
| 1  | USM Alger     | 2003               |

| Nb | Équipes       | Années                               |
| -- | ------------- | ------------------------------------ |
| 2  | ES Sétif      | 1963 et 1964 1967 et 1968            |
| 1  | CR Belouizdad | 1969 et 1970                         |
| 1  | MC Oran       | 1984 et 1985                         |
| 1  | JS Kabylie    | 1992 et 1994 (édition 1993 non joué) |
| 1  | USM Alger     | 2003 et 2004                         |
| 1  | MC Alger      | 2006 et 2007                         |

| Nb | Équipes       | Années             |
| -- | ------------- | ------------------ |
| 3  | MC Alger      | 2006, 2007 et 2014 |
| 2  | CR Belouizdad | 1995 et 2019       |
| 1  | JS Kabylie    | 1992               |
| 1  | USM Alger     | 2013               |

| Nb | Équipes | Années |
| -- | ------- | ------ |
| 1  | MC Oran | 1996   |

| Nb | Équipes    | Années |
| -- | ---------- | ------ |
| 1  | WA Tlemcen | 1998   |
| 1  | USM Alger  | 2013   |

| Nb | Équipes  | Années |
| -- | -------- | ------ |
| 1  | ES Sétif | 1989   |

### Triplé avec la Coupe d'Algérie
| Nb | Équipes  | Années |
| -- | -------- | ------ |
| 1  | MC Alger | 1976   |

| Nb | Équipes       | Années       |
| -- | ------------- | ------------ |
| 2  | CR Belouizdad | 1969 et 1970 |

### Matchs répétés entre deux clubs
Ce tableau montre les finales les plus joués entre 2 clubs, on a vu les finales de la coupe d'Algérie joué plus de 10 fois en format Derby (USMA-CRB, MCA-USMA, NAHD-DNC..,)
| Club                      | Nombre    | Résultats                                                                |
| ------------------------- | --------- | ------------------------------------------------------------------------ |
| USM Alger-CR Belouizdad   | 6 finales | Le CRB a remporté 3 finales (1969,1970,1978), l'USMA 3 (1988,2003,2025). |
| USM Alger-MC Alger        | 5 finales | Le Mouloudia a remporté 4 (1971,1973,2006,2007), l'USMA 1 (2013).        |
| WA Tlemcen-MC Oran        | 2 finales | Le WAT remporte les deux finales (1998 et 2002).                         |
| NA Hussein Dey-JS Kabylie | 2 finales | Le JSK remporte la finale (1977) et le NAHD en (1979)                    |
| USM Bel-Abbès-JS Kabylie  | 2 finales | L'USMBA remporte les deux finales (1991, 2018).                          |
| USM Alger-JS Kabylie      | 2 finales | L'USMA remporte les deux finales (1999, 2004).                           |

### Meilleur Buteurs
|    | Buteurs               | Buts | Clubs                                                                     |
| -- | --------------------- | ---- | ------------------------------------------------------------------------- |
| 1  | Tarek Hadj Adlane     | 27   | USM Alger (17), JS Kabylie (10)                                           |
| 2  | Abdelkader Fréha      | 23   | MC Oran (23)                                                              |
| 3  | Abdesslem Bousri      | 23   | MC Alger (17), JS Bordj Menaïel (6)                                       |
| 4  | Hacène Lalmas         | 21   | CR Belouizdad (21)                                                        |
| 5  | Hassen Tahir          | 18   | MC Alger (18)                                                             |
| 6  | Rabah Gamouh          | 16   | MO Constantine (16)                                                       |
| 7  | Mokhtar Benmoussa     | 15   | WA Tlemcen (9), ES Sétif (5), USM Alger (1)                               |
| 8  | Mourad Meziane        | 14   | MC Oran (14)                                                              |
| 9  | Noureddine Daham      | 14   | ASM Oran (4), MC Alger (5), USM Alger (4), ASO Chlef (1)                  |
| 10 | Nacer Bouiche         | 13   | JS Kabylie (13)                                                           |
| 11 | Habib Benmimoun       | 13   | MC Oran (9), USM Bel Abbès (4)                                            |
| 11 | Abderrahmane Hachoud  | 13   | CA Bordj Bou Arreridj (6), ES Sétif (3), MC Alger (4)                     |
| 12 | Djamel Menad          | 13   | JS Kabylie (13)                                                           |
| 13 | Billal Zouani         | 12   | USM Blida (12)                                                            |
| 14 | Moustapha Djallit     | 12   | WA Tlemcen (3), ES Sétif (1), MC Alger (7), JS Saoura (1)                 |
| 15 | Sid Ahmed Belkedrouci | 11   | MC Oran (11)                                                              |
| 16 | Zoubir Aouadj         | 11   | MC Alger (11)                                                             |
| 17 | Mohamed Messaoud      | 11   | ASO Chlef (10), CR Belouizdad (1)                                         |
| 18 | Hadj Bouguèche        | 11   | USM Blida (1), MC Alger (9), USM El Harrach (1)                           |
| 19 | Amar Ammour           | 11   | ASM Oran (2), USM Alger (4), CA Bordj Bou Arreridj (2), CR Belouizdad (3) |
| 20 | Omar Betrouni         | 9    | MC Alger (9)                                                              |
| 21 | Zoubir Bachi          | 9    | MC Alger (9)                                                              |